# Кутумсук
Кутумсук (каз. Қутұмсық) — село в Осакаровском районе Карагандинской области Казахстана. Входит в состав Тельманского сельского округа. Код КАТО — 355679300.

## Население
По данным 1999 года, в селе не было постоянного населения. По данным переписи 2009 года, в селе проживало 146 человек (77 мужчин и 69 женщин).